# Scaphyglottis bilineata
Scaphyglottis bilineata é uma espécie de orquídea epífita, família Orchidaceae, que habita da Colômbia à Nicarágua.